# Jujubier commun
Ziziphus jujuba
 (janvier 2023).
Si vous disposez d'ouvrages ou d'articles de référence ou si vous connaissez des sites web de qualité traitant du thème abordé ici, merci de compléter l'article en donnant les références utiles à sa vérifiabilité et en les liant à la section « Notes et références ».
Espèce
Synonymes
- Ziziphus zizyphus H. Karst.

Classification phylogénétique
Statut de conservation UICN

 LC  : Préoccupation mineure

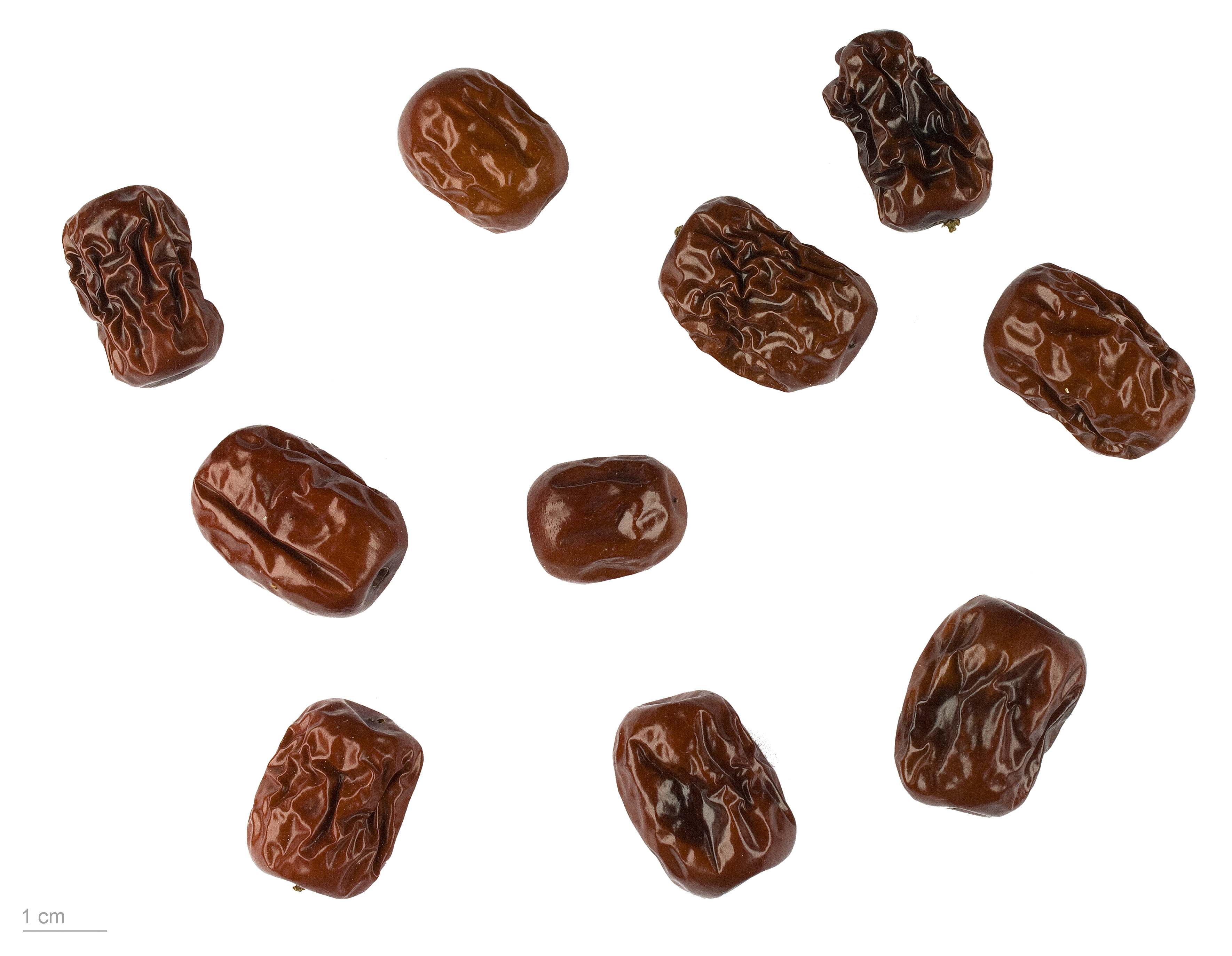
Ziziphus zizyphus au Muséum de Toulouse.

Le Jujubier commun (Ziziphus jujuba) est une espèce de plantes à fleurs de la famille des Rhamnaceae. C'est un arbuste épineux originaire de Chine et répandu dans les régions méditerranéennes, dont le fruit comestible, le jujube, est un peu oublié en Occident. Il est encore cultivé, surtout en Extrême-Orient, où il en existe de nombreuses variétés.
Le nom Ziziphus zizyphus H. Karst. est rejeté, car il est considéré comme un tautonyme.

## Description

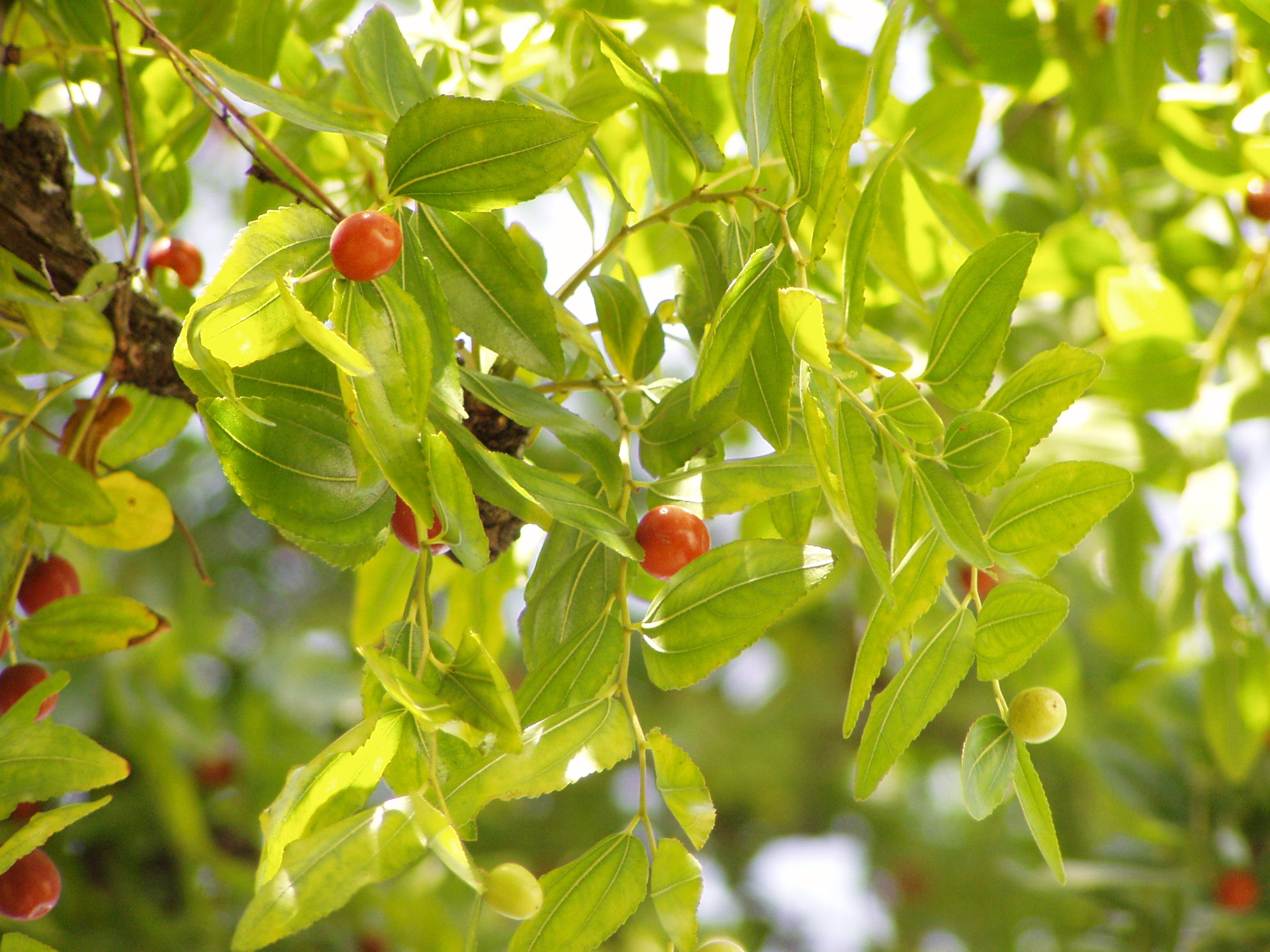
Feuilles et fruits.

C'est un arbre ou arbuste de 6 à 10 m de haut à rameaux épineux (mais il existe des variétés inermes).
Les feuilles caduques sont oblongues, finement dentées, à stipules épineuses. Elles jaunissent en automne. Les racines s'enfoncent en profondeur dans le sol.
Les fleurs petites, jaunâtres, apparaissent à l'aisselle des feuilles.
Le fruit, ovoïde, est une drupe, d'abord jaune puis rouge à maturité, contenant un noyau dur, elliptique. La pulpe est sucrée, gélatineuse, à saveur fade.
Les jujubes, riches en vitamines A et C, entrent dans diverses préparations médicinales.

## Nom vernaculaire
Les francophones de l'océan Indien nomment ce jujubier pomme malcadi, pomme surette, petit pomme gingeolier, ou dindoulier.
Au Maroc, les Berbères du Moyen-Atlas le nomment azoggar et les arabes le nomment zefzouf.
En Albanie il est appelé kimça (prononcé kimtcha).
Au Mexique il est appelé Míspero

## Culture
Le jujubier a été domestiqué en Asie du Sud vers 9000 av. J.-C. Plus de 400 cultivars ont été sélectionnés.
L'arbre tolère une large gamme de températures et de précipitations, bien qu'il nécessite des étés chauds et suffisamment d'eau pour une fructification acceptable. Contrairement à la plupart des autres espèces du genre, il tolère des hivers assez froids, des températures jusqu'à environ -15 °C. Cela permet au jujubier de croître dans des habitats montagneux ou désertiques, à condition qu’il ait accès à de l’eau souterraine pendant l’été. Le jujubier, Z. jujuba, pousse dans les régions les plus froides de l'Asie[réf. nécessaire]. Au moins cinq autres espèces de Ziziphus sont largement répandues dans les climats tempérés et les déserts chauds d’Asie et d’Afrique.

### Multiplication
Il est conseillé de laver les fruits et de les stratifier immédiatement, pour les semer au printemps sous abris. Les jeunes plants craignent le gel, mais la plante devenue un petit arbre est rustique à Vienne.

## Utilisation
Le jujubier est une plante mellifère. Un miel de jujube est produit au Yemen, dans les montagnes de l'Atlas au Maroc ainsi qu'à Madagascar.
À Madagascar, les jujubes poussent abondamment dans la moitié ouest de l'île, du nord au sud. Il est largement consommé frais ou séché. Les gens l'utilisent aussi pour faire de la confiture. Les zébus en liberté en consomment également et ses graines se développent facilement dans les excréments de zébu. C'est une espèce envahissante qui menace principalement les zones protégées.
En Europe centrale, il est considéré comme ornemental.

### Usage culinaire
Les fruits fraîchement récoltés, ainsi que les fruits séchés confits, sont souvent consommés en collation ou avec du café. Les jujubes fumés sont consommés au Vietnam. La Chine et la Corée produisent un sirop de thé sucré contenant des jujubes dans des bocaux en verre et du thé de jujubes en conserve ou du thé de jujubes sous forme de sachets de thé. Dans une moindre mesure, les fruits du jujubier sont transformés en jus et en vinaigre de jujube (appelés en chinois 醋, cù, « vinaigre » ou 红枣, hóngzǎo, « date rouge »). Ils sont utilisés pour faire des cornichons (bengali : আচার ; ācāra) au Bengale occidental et au Bangladesh. En Chine, un vin à base de fruit de jujube est appelé hong zao jiu (红枣酒, hóngzǎo jiǔ).
Parfois, on conserve les morceaux de jujubes en les stockant dans un bocal rempli de baijiu (liqueur chinoise), ce qui leur permet de rester frais longtemps, surtout en hiver. Ces jujubes sont appelés jiu zao (酒枣, jiǔzǎo, « jujube alcoolisé »). Le fruit est également un ingrédient important dans une grande variété de spécialités chinoises (par exemple, le jing gao (京糕, jīng gāo, « gâteau de Pékin »), un gâteau de riz cuit à la vapeur).
Les fruits séchés sont utilisés dans les desserts en Chine et au Vietnam, tels que le ching bo leung, une boisson froide qui comprend les graines séchées de jujubes, de longanes, d'algues fraîches, d'orge et de lotus.
En Corée, les jujubes sont appelés daechu (coréen : 대추, dérivé de 大棗 ; lit. : grande jujube) et sont utilisés dans les thés daechucha (coréen : 대추차, lit. thé de jujube) et le samgyetang (삼계탕 ; 蔘鷄湯), variante coréenne de la soupe de Poule soie chinoise, soupe médicinale taoïste.
En Croatie, en particulier en Dalmatie, les jujubes sont utilisés dans les marmelades, les jus de fruits et le rakija (eau-de-vie de fruits).
Lors de sa visite à Médina, l'explorateur anglais du XIXe siècle, Sir Richard Burton, a observé que la variété locale de jujubier était largement consommée. Il décrit son goût "comme une mauvaise prune, une cerise impénitente et une pomme fade." Il donne les noms locaux de trois variétés: "hindi (indien), baladi (natif), tamri (daté)".
Dans la cuisine persane, les drupes séchées sont appelées annab, tandis qu'en Azerbaïdjan voisin, elles sont généralement consommées en collation et sont appelées innab . La confusion dans le nom commun est apparemment répandue. L' innab est Z. jujuba : le nom local ber n'est pas utilisé pour innab . Ber est plutôt utilisé pour trois autres espèces cultivées ou sauvages, par exemple Z. spina-christi , Z. mauritiana et Z. nummularia dans certaines régions de l'Inde et est consommé à la fois frais et séché. Le nom arabe sidr est utilisé pour les espèces de Ziziphus autres que Z. jujuba .
Traditionnellement en Inde, le fruit est séché au soleil et les noix dures sont enlevées. Ensuite, il est pilonné avec du tamarin, des piments rouges et du sel. Dans certaines régions de l’État indien du Tamil Nadu, les fruits frais entiers sont broyés avec les ingrédients ci-dessus et séchés au soleil pour donner des gâteaux appelés ilanthai vadai (parfois écrit Elantha Vadai) ou en telugu : regi vadiyalu. Il est également couramment consommé comme collation.
Dans le nord et le nord-est de l'Inde, les fruits sont mangés frais avec du sel et des flocons de piment mais également conservés sous forme de bonbons, de confitures ou de cornichons à l'huile et aux épices.
L'Italie a un sirop d'alcool appelé brodo di giuggiole. 
Au Sénégal, le jujubier s'appelle Sii dem en wolof et le fruit sert de collation. Le fruit est transformé en pâte séchée utilisée par les écoliers.
Le bonbon de type Nounours en gomme appelé jujubes au Canada contenait à l'origine du jus de jujube mais on utilise maintenant d'autres arômes.

### Usage médicinal

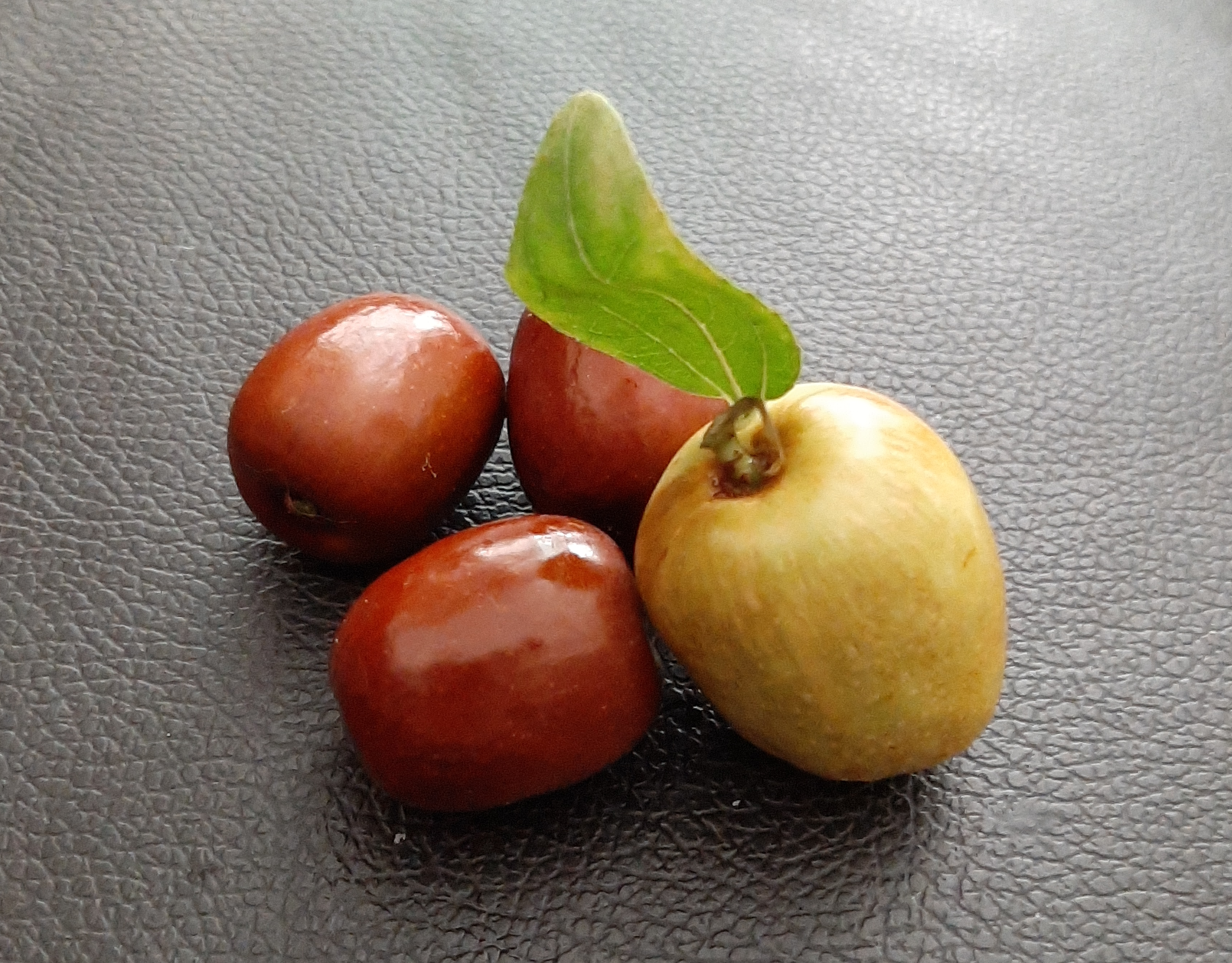
Fruits de jujubier.

Le fruit et ses graines sont utilisés dans la médecine traditionnelle chinoise et coréenne, où ils sont censés soulager le stress  et traditionnellement à des fins antifongiques, antibactériennes, anti-ulcéreuses, anti-inflammatoires et la sédation antispastique, antifertilité / contraception, hypotenseur et antinéphritique, cardiotonique, antioxydant, immunostimulant et propriétés cicatrisantes. Il est très utilisé en médecine Kampo.[réf. nécessaire]
La ziziphine, un composé des feuilles du jujubier, supprime la capacité à percevoir un goût sucré.[réf. nécessaire]